# Костромська
Костромська́ — станиця в Мостовському районі Краснодарського краю. Центр Костромського сільського поселення.
Населення близько двох тисяч мешканців.
Станиця розташована на березі річки Псефирь (притока річки Фарс, сточище Кубані), на межі степової і гірсько-лісової зон, за 18 км на північний захід від селища міського типу Мостовський, за 15 км на південний захід від міста Лабінськ.

## Історія
1882 року за станицею Майкопського повіту Кубанської області було закріплено 13400 десятин землі, налічувалось 204 дворових господарства та 225 будинків, у яких мешкала 3661 особа (1841 чоловічої статі та 1820 — жіночої), існували православна церква, школа для хлопчиків, поштова станція, 7 лавок, 4 питних заклади, 7 водяних млинів.
За переписом 1897 року кількість мешканців зросла до 7235 осіб (3611 чоловічої статі та 3624 — жіночої), з яких 7207 — православної віри.